# Distrikt Huancarqui
Der Distrikt Huancarqui liegt in der Provinz Castilla in der Region Arequipa in Südwest-Peru. Der Distrikt besitzt eine Fläche von 797 km². Beim Zensus 2017 wurden 1609 Einwohner gezählt. Im Jahr 1993 lag die Einwohnerzahl bei 1602, im Jahr 2007 bei 1445. Die Distriktverwaltung befindet sich in der 610 m hoch gelegenen Ortschaft Huancarqui mit 1368 Einwohnern (Stand 2017). Huancarqui liegt 3 km südöstlich der Provinzhauptstadt Aplao.

## Geographische Lage
Der Distrikt Huancarqui erstreckt sich über die Hochfläche am Fuße der Cordillera Volcánica im Südosten der Provinz Castilla. Der Río Colca sowie der Río Majes fließen entlang der nördlichen und der westlichen Distriktgrenze nach Süden. Entlang dem Flussufer des Río Majes wird bewässerte Landwirtschaft betrieben. Ansonsten ist das Gebiet wüstenhaft.
Der Distrikt Huancarqui grenzt im Südwesten an den Distrikt Uraca, im Westen an den Distrikt Aplao, im Norden an den Distrikt Uñón, im Osten an die Distrikte Huambo und Lluta sowie im Südosten an den Distrikt Majes (die drei zuletzt genannten Distrikte gehören zur Provinz Caylloma).

## Ortschaften
Im Distrikt gibt es neben dem Hauptort folgende größere Ortschaften:
- Callejones
- Huatiapa
- La Laja
- Las Islas
- Pampa Blanca
- Santo Domingo
- Tomaca